# Michel Van Wijnendaele
Michel Van Wijnendaele (1959 – Sirault, 12 mei 1987) was een bankbediende, getrouwd en vader van één kind,  die op 12 mei 1987 te Bogaarden zeven mensen doodschoot en er drie verwondde. Toen de Rijkswacht hem klemreed, schoot hij zichzelf door het hoofd.
Op 12 mei 1987 reed Van Wijnendaele naar een boerderij te Bogaarden. Hij bleef eerst een tijd in zijn auto zitten, stapte vervolgens uit en schoot de blaffende herdershond “Tibo” dood met zijn geweer. Vervolgens doodde hij er de 90-jarige Jean Baptiste Nechelput met een schot in de borst. Ook diens 84-jarige echtgenote Margriet, zijn 46-jarige dochter Liliane De Crem, zijn 54-jarige schoonzoon Edgard De Crem, alsmede zijn 20-jarige kleinzoon Christian werden door Van Wijnendaele gedood. Hij schoot een tweede kleinzoon Guy in de maag en liet hem voor dood achter.
Van Wijnendaele vervolgde zijn weg naar een naburige boerderij, waar hij de 37-jarige buurvrouw Marie-Thérèse Walraevens en haar driejarige zoontje Ludovic, getuigen, doodschoot. De gewonde Guy De Crem sleepte zich naar deze naburige boerderij en vond er hun lijken. Hij sleepte zich daarna naar een derde boerderij en verwittigde daar de hulpdiensten voor hij neerzeeg.
Van Wijnendaele reed naar zijn woonplaats Denderwindeke en schoot er rond 17:00 uur zijn beide schoonouders neer, die het incident beiden overleefden.
De rijkswacht merkte zijn wagen op toen hij te Brugelette tankte en zette de achtervolging in. Toen de rijkswacht hem rond negen uur 's avonds klemreed te Sirault bij Bergen, schoot hij zichzelf door het hoofd. Hij liet een echtgenote en een kind achter.